# Sankt Annæ Kirke
Sankt Annæ Kirke er en katolsk kirke beliggende på Amager med en nær relation til Sankt Annæ Skole (og tidligere også til Sankt Elisabeths Hospital). Bygningen er tegnet af Sven Risom og opført 1936-1938 i en nationalromantisk stil. Gudstjenesterne foregår fordelt hen over dagen på henholdsvis dansk, polsk og engelsk.
Grundstenen til den nuværende kirke blev lagt af biskop Josef Brems d. 19. november 1936. Konsekration fandt sted den 26. marts 1938 af samme biskop.
Byggesummen var ca. 350.000 kr., hvoraf 150.000 var indsamlede midler. Kirken måler 29 meter i længden og 18 meter i bredden. Facadens to tårne er 24,5 m høje. Der er plads til 400 kirkegængere.